# Баче-Сухе
Баче-Сухе (пол. Bacze Suche) — село в Польщі, у гміні Ломжа Ломжинського повіту Підляського воєводства.
Населення — 95 осіб (2011).
У 1975-1998 роках село належало до Ломжинського воєводства.

## Демографія
Демографічна структура станом на 31 березня 2011 року:
|          | Загалом | Допрацездатний вік | Працездатний вік | Постпрацездатний вік |
| -------- | ------- | ------------------ | ---------------- | -------------------- |
| Чоловіки | 53      | 14                 | 34               | 5                    |
| Жінки    | 42      | 10                 | 21               | 11                   |
| Разом    | 95      | 24                 | 55               | 16                   |